# Hybodera tuberculata
Hybodera tuberculata là một loài bọ cánh cứng trong họ Cerambycidae.